# Broken Voices
Broken Voices (Originaltitel Sbormistr, Tschechisch für „Chormeister“) ist ein Filmdrama von Ondřej Provazník. Der Mystery-Thriller und Coming-of-Age-Film spielt in den frühen 1990er Jahren in Tschechien und wurde von der wahren Geschichte eines renommierten Jugendchors inspiriert, dessen musikalischer Leiter wegen sexuellen Missbrauchs verurteilt wurde. Der Film ist eine Koproduktion von Tschechien und der Slowakei und feierte Anfang Juli 2025 beim Internationalen Filmfestival Karlovy Vary seine Premiere. Wenige Tage später kam er in die tschechischen und slowakischen Kinos.

## Handlung
Anfang der 1990er Jahre in Tschechien. Die 13-jährige Karolína erhält einen Platz in einem weltberühmten Mädchenchor, zusammen mit ihrer älteren Schwester und anderen ehrgeizigen jungen Talenten. Ihre Stimme erregt bald die Aufmerksamkeit des Chorleiters Machá. Er weckt ihren Stolz, indem er ihr schmeichelt und anderen Mitsängerinnen vorzieht. Nach zunehmenden Annäherungsversuchen überschreitet Machá während eines Chorwochenendes in einem abgelegenen Skiresort mehrmals die Grenzen zur Verführung. Vor einem Konzert in New York kommt es schließlich zum Eklat.

## Produktion
Der Film wurde von der wahren Geschichte des renommierten tschechischen Jugendchors Bambini di Praga („Kinder von Prag“) inspiriert, dessen musikalischer Leiter 2008 wegen sexuellen Missbrauchs von 49 Teenagern in den Jahren 1984 bis 2004 zu einer mehrjährigen Haftstrafe verurteilt wurde. Der Name des im Jahr 2011 aufgelösten Mädchenchors Bambini di Praga wurde in Broken Voices in Canticella umbenannt. Ebenso erhielt der im September 2018 verstorbene musikalische Leiter Bohumil Kulínský einen anderen Namen. Der tschechische Filmtitel Sbormistr kann mit „Chormeister“ übersetzt werden.

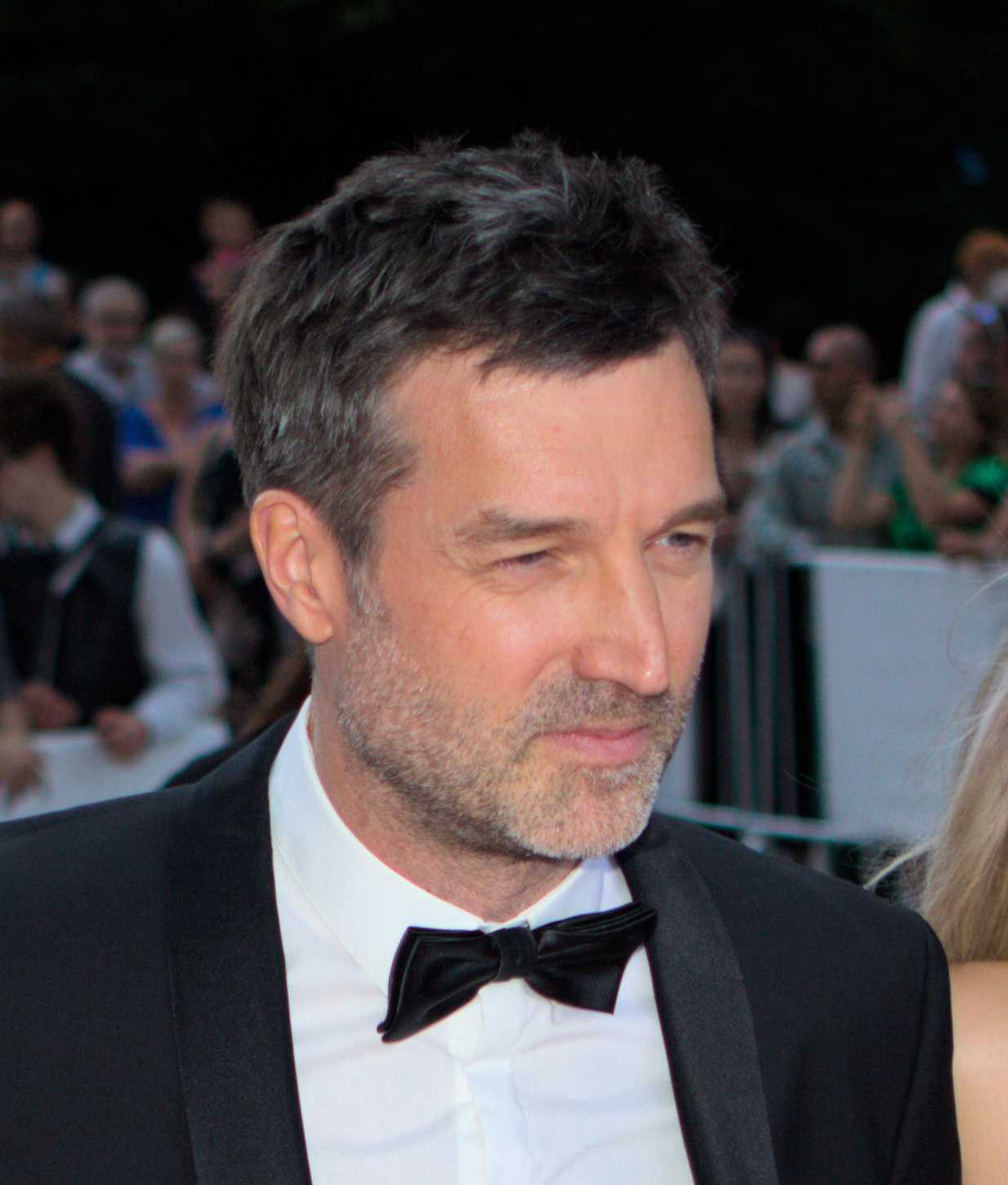
Regisseur Ondřej Provazník

Regie führte Ondřej Provazník, der auch das Drehbuch schrieb. Zu den früheren Filmen des tschechischen Regisseurs gehört die Tragikomödie Staříci, die 2019 für den Český lev nominiert war. Die widersprüchlichen Aussagen der ehemaliger Chormitglieder des Bambini di Praga bei der Gerichtsverhandlung im Fall Kulínský seien die grundlegende Triebfeder für seinen Film gewesen, so der Regisseur über Broken Voices: "Ich habe dann versucht, eine fiktive Geschichte zu schaffen, die die Gründe  unterschiedlicher Interpretationen damals anschaulich zeigt."
Kateřina Falbrová spielt die 13-jährige Karolina und Maya Kintera ihre zwei Jahre ältere Schwester Lucie. Zuzana Šulajová und Marek Cisovský spielen die Eltern der beiden Mädchen. Juraj Loj ist in der Rolle des Chormeisters Vit Machá zu sehen, mit dem Karolina und Lucie auf Tour gehen.  Ivana Wojtylová spielt dessen Mutter.
Die Dreharbeiten fanden im Jahr 2023 im Isergebirge, im Adlergebirge, im Riesengebirge, in Brünn, Prag,  in den Städten Mladá Boleslav und Hořovice, aber auch in New York statt. Kameramann Lukáš Milota drehte den Film im körnigen 16-mm-Format. Mit ihm arbeitete Provazník bereits für Staříci zusammen.
Die Filmmusik steuerten der Slowake Jonatán Pastirčák aka Pjoni und Aid Kid bei. Tonmeister Michal Pekárek war in der Vergangenheit für Filme wie Snake Gas und Restore Point tätig.
Die Premiere des Films fand am 6. Juli 2025 beim Internationalen Filmfestival Karlovy Vary statt. Am 10. Juli 2025 kam er in die tschechischen und slowakischen Kinos. Im September 2025 wird er beim Internationalen Filmfest Oldenburg gezeigt.

## Rezeption

### Kritiken
Kirsten Liese schreibt, Broken Voices sei keine gewöhnliche Erzählung um sexuelle Übergriffe und deren Aufarbeitung, sondern ein unbequemer Film, der in seiner Komplexität spannende Ansätze liefert, warum in dem realen Fall der „Bambini di Praga“ Mädchen bis zuletzt zu ihrem Chorleiter Bohumil Kulinsky hielten. Bei alledem verpflichte sich das Drama einem künstlerisch hohen Anspruch in der Weise, wie der Regisseur der Musik viel Raum gibt und mit Kateřina Falbrová sowie dem Prager Kühn-Kinderchor hochbegabte Talente mit außergewöhnlich schönen Stimmen vor der Kamera versammelt.

### Auszeichnungen
Internationales Filmfestival Karlovy Vary 2025
- Nominierung für den Kristallglobus (Ondřej Provazník)
- Auszeichnung mit dem Europa Cinemas Label Award
- Special Jury Mention (Kateřina Falbrová)[6][10]